# Pomatostomus halli
Pomatostomus halli е вид птица от семейство Pomatostomidae.

## Разпространение
Видът е разпространен в Австралия.